# Vermelho indiano
Vermelho indiano é uma das variações do vermelho e uma tonalidade do marrom.